# Celebrity Century (schip, 1995)
De Celebrity Century is een cruiseschip van Celebrity Cruises en het enige schip uit de Century klasse. Ze is gedoopt als Century. Het ontwerp van het schip is gebaseerd op dat van de Horizon en de Zenith, maar de Century is groter en biedt meer openbare ruimtes.

## Indeling
De Grand Foyer is het hart van het schip. De twee verdiepingen van het restaurant zijn met elkaar verbonden door een zwierige trap. De passagiers kunnen dineren in 2 restaurants en genieten in 3 zwembaden.
De Century onderging in 2005 een grondige renovatie. Zeker 314 kajuiten kregen een balkon. Door deze renovatie ging de Century in de richting van de Millennium klasse. Er kwam ook een groter aanbod van restaurants aan boord. De faciliteiten voor kinderen en tieners werden verbeterd. Er zijn 14 dekken, waarvan er twaalf ter beschikking zijn. Er is geen dek 13, en dek 1 is niet toegankelijk voor de passagiers.